# 丹普里
丹普里（Dhanpuri），是印度中央邦Shahdol县的一个城镇。总人口43914（2001年）。

## 人口
该地2001年总人口43914人，其中男性23079人，女性20835人；0—6岁人口5994人，其中男3043人，女2951人；识字率63.26%，其中男性为71.42%，女性为54.22%。